# Chanea
Chanea là một chi nhện trong họ Mysmenidae. Có 2 loài được ghi nhận thuộc chi này, lần lượt vào các năm 2009 và 2016.

## Các loài
- Chanea suukyii Miller, Griswold & Yin, 2009
- Chanea voluta Lin & Li, 2016